# Дашкевич Микола Павлович
Мико́ла Па́влович Дашке́вич (*16 серпня 1852 р., с. Бежів, нині Черняхівського району Житомирської області — †2 лютого 1908 р., Київ) — український літературознавець, історик, фольклорист, учень Володимира Антоновича, професор Київського університету, дійсний член Петербурзької АН.

## Життєпис
Народився в сім'ї священика села Бежів. Від 1868 року навчався на історико-філологічному факультеті Київського університету. Закінчивши університет, працював у ньому викладачем, доцентом, а згодом професором кафедри всесвітньої літератури. Читав лекції на Київських вищих жіночих курсах. У 1877 р. визнаний магістром загальної історії літератури.
Досліджував романтичні течії західноєвропейської літератури, творчість У. Шекспіра, Й.-В. Гете, Ф. Шіллера, Дж. Байрона, а також О. Пушкіна, В. Жуковського, М. Лермонтова, М. Гоголя, І. Котляревського та ін..
Був прихильником методів культурно-історичної школи Пипіна О. М.. Всупереч поглядам Петрова М. І. твердив про самобутність, оригінальність української літератури, її зв'язок з західноєвропейськими течіями і стилями (праця «рос. Отзыв о сочинении Петрова» — «рос. Очерки истории украинской литературы XIX столетия» 1888 р.). Автор досліджень про Івана Котляревського, дослідник українських дум (билинний епос, наукові розвідки про зв'язки української народної творчості з південно-слов'янським епосом). З історичних праць відомі дослідження княжого періоду нашої історії литовської доби, становище козацтва в Україні тощо. Уточнив хронологію Галицько-Волинського літопису, висловив припущення про місцезнаходження власне племені «литва».
Став членом Історичного товариства імені Нестора-Літописця. Обирався секретарем, а від кінця 1890-х років — головою Історичного товариства Нестора-літописця.
У 1907 р. став академіком Санкт-Петербурзької Академії наук.
Помер у Києві.

## Вшанування пам'яті
В селищі Черняхів існують вулиця та провулок Миколи Дашкевича, а також його ім'я носить школа в с. Бежів.

## Праці
Статті в «Бібліотеці великих письменників» С. О. Венгерова (рос. Библиотека великих писателей, С. А. Венгеров)
- http://history.org.ua/LiberUA/KnDG_1873/KnDG_1873.pdf [Архівовано 25 березня 2022 у Wayback Machine.]
- (рос.)Болоховская земля и ее значение в русской истории. Труды III археологич. съезда и отд. — К., 1876.
- (рос.)Из истории средневекового романтизма. Сказание о св. Граале. — К., 1876.
- (рос.)Постепенное развитие науки истории литературы и современные её задачи. — К., 1877.
- (рос.)Литовско-Русское государство, условия его возникновения и причины упадка // «Университетские Известия». — К., 1882. — № 3, 5, 8-10; 1883. — № 4.
- (рос.)О занятии Подолья литовцами // «Университетские Известия». — К., 1882. — № 10.
- (рос.)Былины об Алеше Поповиче и о том, как не осталось на Руси богатырей // «Университетские Известия». — К., 1883. — № 3, 5.
- (рос.)Политические замыслы Витовта // «Университетские Известия». — К., 1883. — № 10.
- (рос.)Новейшие домыслы о Болохове и болоховцах // «Университетские Известия». — К., 1884. — № 6.
- (рос.)Переговоры пап с Даниилом Галицким об унии Юго-Западной Руси с католичеством // «Университетские известия». — К., 1884. — № 8.
- (рос.)Первая уния Юго-западной Руси с католичеством (1246—1254). — К., 1884.
- (рос.)Борьба культур и народностей в Литовско-Русском государстве в период династической унии Литвы с Польшей // Университетские Известия. — К., 1884. — № 10, 12.
- (рос.)Люблинская уния и её политические последствия // «Университетские известия». — К., 1885. — № 1.
- (рос.)Приднепровье и Киев по некоторым памятникам древнесеверной литературы // «Университетские известия». — К., 1886. — № 11.
- (рос.)Данные для русской истории в Monumenta Poloniae historiae // «Университетские известия». — К., 1885. — № 5 (из т.4); 1888. — № 12 (из т.5).
- (рос.)О времени присоединения Волыни и Киева к Литве // Чтения в историческом обществе Нестора-летописца. — К., 1888. — Т. 2, отд. 1. — С. 131—132.
- (рос.)Романтика Круглого Стола в литературах и жизни Запада, выпуск 1-й. — К., 1890.
- (рос.)Рыцарский эпос в Италии после Ариосто. — К., 1890.
- (рос.)Пушкин в ряду великих поэтов. — К., 1899.
- (рос.)Еще разыскания и вопросы о Болохове и болоховцах // «Университетские Известия». — К., 1899. — № 1.
- (рос.)Значение мысли и творчества Гоголя. — К., 1902.
- (рос.)Вопросы о происхождении и развитии эпоса о животных по исследованиям последнего тридцатилетия. — К., 1904.